# Tibni
Tibni (hebreo: תִּבְנִי Tīḇnī), hijo de Ginat, fue rey de Israel durante el 885–880 a. C. Probablemente era originario de la tribu de Efraín, aunque tal vez pudo haber provenido de la ciudad de Gina, en la tribu de Manasés.
Tras la muerte Zimri después de un reinado de siete días, Timri fue uno de los dos pretendientes al trono del reino de Israel. El pueblo de Israel se dividió en dos facciones, una del lado de Omrí y la otra de Tibni. Ellos y sus fuerzas lucharon entre sí durante varios años hasta que las fuerzas de Omrí prevalecieron y Tibni acabara siendo derrotado. Parece que Tibni fue regente de la mitad del reino de Israel durante un período de cuatro años. Tibni tenía un hermano llamado Joram, quien lo secundó en la disputa por el trono y murió al mismo tiempo que él, probablemente a manos del partido de Omrí. La muerte de Tibni se registra pero no se explica la forma en que sucedió.
Según la Biblia, con la muerte de Tibni, Omrí accederá al trono como rey indisputado en el año 31 de Asa.
| Predecesor: Zimri | Rey de Israel 885-880 a. C. | Sucesor: Omrí |